# 中世ポーランド語
中世ポーランド語(ポーランド語: język średniopolski) は16世紀から18世紀まで話されていた言語。古ポーランド語から変化し、現在のポーランド語に代わっていった。
16世紀、ポーランドの詩人ヤン・コハノフスキはその正書法と二重音字を含めたアルファベット48文字を提案した。それは以下のとおりである。
当時のç, θ, θ´, θ˙, ŗ, σ, ßは現在のポーランド語のcz, dz, dź, dż, rz, ś, szにそれぞれ相当する。